# Joe Borg
Joseph „Joe“ Borg (* 19. března 1952, La Valletta, Malta) je maltský a evropský diplomat a politik.

## Biografie

### Kariéra na Maltě
Je členem maltské nacionalistické strany (Partit Nazzjonalista). V letech 1992 až 1995 byl členem rady ředitelů maltské centrální banky. Byl členem maltského parlamentu od roku 1995, znovuzvolen v letech 1996, 1998 a 2003.
V letech 1989 až 1995 působil jako poradce ministerstva zahraničních věcí pro záležitosti EU. V letech 1996 až 1998 byl stínovým ministrem zahraničních věcí své strany. V letech 1999 až 2004 byl členem maltské vlády, ministrem zahraničních věcí.

### Kariéra v Evropské unii
V květnu 2004 se stal členem Evropské komise vedené Romanem Prodim, zodpovědným za oblast rozvojové a humanitární pomoci EU. Od listopadu 2004 byl členem v další Evropské komisi v čele s José Barrosem, kde byl zodpovědný za oblast námořnictví a rybářství.

## Vyznamenání
- Řád bílé hvězdy I. třídy – Estonsko, 27. září 2003[1]
- komtur Řádu tří hvězd – Lotyšsko, 10. února 2004 – udělila prezidentka Vaira Vīķe-Freiberga[2]